# ميشيل ديبريه
ميشيل ديبريه (بالفرنسية: Michel Debray)‏ هو سياسي فرنسي، ولد في 10 سبتمبر 1936. حزبياً، نشط في الاتحاد الجمهوري الشعبي (2007).